# Centre départemental d’art sacré

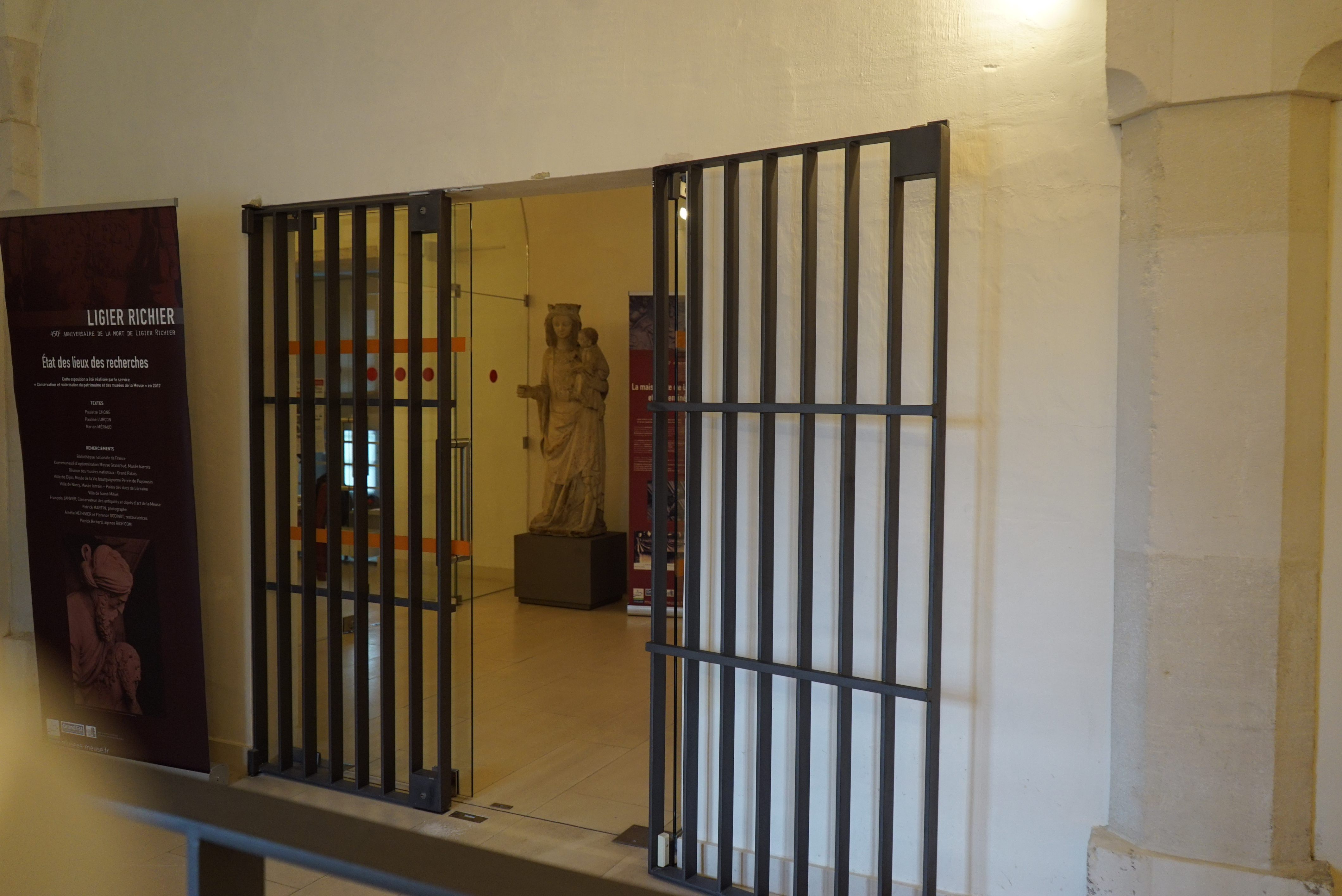
Eingangsbereich des Museums

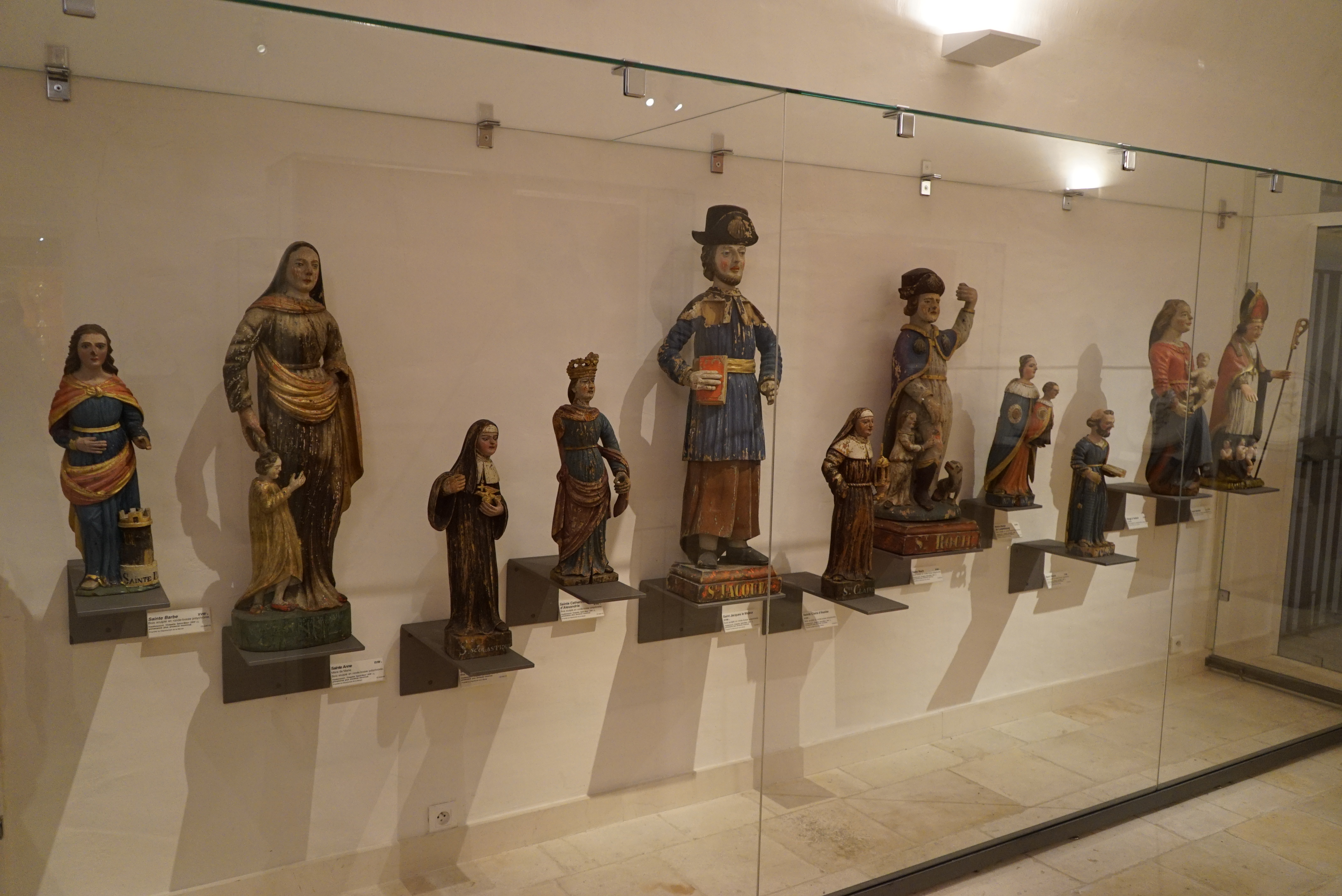
Präsentation von Heiligenskulpturen

Das Centre départemental d’art sacré in Saint-Mihiel, einer Landstadt im Nordosten Frankreichs im Département Meuse der Region Grand Est, ist ein Museum für religiöse Kunst, das sich im Südflügel der ehemaligen Benediktinerabtei befindet. 
Die Sammlung umfasst liturgische Schmuck- und Ausstattungsgegenstände, darunter eine außergewöhnliche Sammlung von Goldschmiedearbeiten vom 13. bis zum 20. Jahrhundert und Skulpturen. Eine Sammlung aus „bekleideten Wachsfiguren“ zeugt von der umfangreichen Produktion in der Region Lothringen des 18. Jahrhunderts. 
Das Museum für sakrale Kunst des Départements Meuse vermittelt dem Besucher durch einen sowohl thematisch als auch chronologisch gegliederten Rundgang die verschiedenen Formen und Funktionen der Ausstellungsstücke, die den Zeitraum vom Mittelalter bis zur zweiten Hälfte des 20. Jahrhunderts umfassen.
Das Museum bietet den Gemeinden, die seit der Französischen Revolution Eigentümer der örtlichen Kirchen und der Kirchenausstattungen sind, die Möglichkeit, ihre Kunstgegenstände, deren Sicherheit sie in ihren Räumen nicht gewährleisten können, im Museum unterzubringen. 
Bei den circa 2000 aufbewahrten Kunstwerken handelt es sich zu 30 % um hinterlegte Objekte der Gemeinden. Die anderen Werke stammen aus Schenkungen oder wurden vom Département Meuse gekauft.